# 豊川市立一宮西部小学校
豊川市立一宮西部小学校（とよかわしりつ いちのみやせいぶしょうがっこう）は、愛知県豊川市一宮町緑にある公立小学校。

## 主な行事
- 4月 - 入学式、始業式
- 5月 - 修学旅行
- 9月 - 避難訓練
- 10月 - 秋季大会、小学校陸上大会、社会見学
- 1月 - マラソン大会
- 3月 - 卒業式

## 著名な出身者
- 山本裕典 - 俳優[1]

## アクセス
最寄駅
- JR東海飯田線 三河一宮駅